# US Open de 2008 - Duplas mistas
Detalhes de Duplas Masculinas do US Open de 2008.
Os campeões foram a dupla formada pela zimbabuense Cara Black e pelo indiano Leander Paes, que venceram na final por 7–6(6), 6–4, a dupla formada pela estadunidense Liezel Huber e pelo britânico Jamie Murray.